# ماساآکی ساکای
ماساآکی ساکای (انگلیسی: Masaaki Sakai؛ زادهٔ ۶ اوت ۱۹۴۶) خواننده، هنرپیشه، کمدین، و بازیگر خردسال اهل ژاپن است.